# Гришко Михайло Васильович
Михайло Васильович Гришко (нар. 23 березня 1936, місто Ромни, тепер Сумської області — 24 березня 2005, місто Київ) — український політичний і громадський діяч, голова Чернігівського облвиконкому. Депутат Верховної Ради УРСР 11-го скликання, народний депутат України 1-го демократичного скликання. Кандидат сільськогосподарських наук.

## Біографія
Народився у родині робітників. Освіта вища. Закінчив Дніпропетровський сільськогосподарський інститут, інженер-механік.
Трудову діяльність розпочав у 1955 році механізатором зернорадгоспу «Донской» Цілиноградської області Казахської РСР. У 1955—1958 роках — студент, інструктор Роменського сільськогосподарського технікуму у Сумській області.
Член КПРС від 1958 року.
У 1958 році — механік колгоспу «Комінтерн» села Коровинці Недригайлівського району Сумської області. У 1958—1963 роках — механік відділення, завідувач автогаража радгоспу імені Калініна Липово-Долинського району Сумської області.
У 1963—1967 роках — головний інженер радгоспу імені 50-річчя Жовтня Талалаївського району Чернігівської області.
У 1967—1975 роках — директор радгоспу імені Шевченка Менського району Чернігівської області.
У 1975—1978 роках — 2-й секретар Менського районного комітету КПУ Чернігівської області.
У 1978—1984 роках — 1-й секретар Семенівського районного комітету КПУ Чернігівської області.
У червні 1984 — 25 січня 1990 року — голова виконавчого комітету Чернігівської обласної Ради народних депутатів.
З 1990 року — начальник головного управління контрольно-інспекційних служб Держагропрому Української РСР.
Потім — на пенсії у місті Києві.

## Парламентська діяльність
Депутат селищної, районної, обласної та Верховної Ради Української РСР XI скликання;
З 4 березня 1990 Народний депутат України, 1-й тур 69,24 % голосів, 2 претенденти. Входив до групи «Аграрники». Член Селянської партії України. Голова Комісії ВР України з питань діяльності Рад народних депутатів, розвитку місцевого самоврядування.

## Нагороди та відзнаки
- три ордени Трудового Червоного Прапора
- дві медалі